# SOKO Leipzig/Staffel 8
Die achte Staffel der deutschen Krimiserie SOKO Leipzig feierte ihre Premiere am 24. Oktober 2007 auf dem Sender ZDF. Das Finale wurde am 11. April 2008 gesendet.
Die Episoden der Staffel wurden auf dem freitäglichen 21:15-Uhr-Sendeplatz erstausgestrahlt.

## Darsteller
| Rollenname                                      | Schauspieler             |
| ----------------------------------------------- | ------------------------ |
| Kriminalhauptkommissar Hans-Joachim Trautzschke | Andreas Schmidt-Schaller |
| Kriminaloberkommissar Jan Maybach               | Marco Girnth             |
| Kriminaloberkommissarin Ina Zimmermann          | Melanie Marschke         |
| Kriminalkommissar Patrick Diego Grimm           | Tyron Ricketts           |
| Polizeimeisterin Meike Schwarz                  | Anne Arzenbacher         |
| Staatsanwalt Dr. Werner Kruse                   | Simon Böer               |
| Rechtsmedizinerin Dr. Kathrin Conradi           | Margrit Sartorius        |

## Episoden
| Nr. (ges.) | Nr. (St.) | Originaltitel          | Erstausstrahlung D | Regie              | Drehbuch                        | Zuschauer | Prod. code |
| --- | --------- | ---------------------- | ------------------ | ------------------ | ------------------------------- | --------- | ---------- |
| 108 | 1         | Der tote Nachbar       | 24. Okt. 2007      | Sebastian Vigg     | Eva Zahn, Volker A. Zahn        | 4,8 Mio.  | 122        |
| Als der gehbehinderte Rentner Harald Lepper aus Kriminalhauptkommissar Trautzschkes Nachbarschaft ermordet wird, fällt der Verdacht auf den Zivildienstleistenden Roger Schipanek, denn er scheint von dem Vermögen des Rentners gewusst zu haben. Lepper, der stets ein treuer Anhänger des DDR-Regimes war, war mit Josef Dahlmann, einem Verfolgten dieses Regimes, aneinandergeraten. Während der Ermittlungen erkennt der SOKO-Chef derweil, dass er kaum etwas von seinen Nachbarn weiß, und wird an seine DDR-Erlebnisse erinnert. Gastdarsteller: Christian Grashof als Josef Dahlmann, Dorit Gäbler als Friedericke Siewers, Jonas Laux als Roger Schipanek |           |                        |                    |                    |                                 |           |            |
| 109 | 2         | Ein fragwürdiger Deal  | 7. Nov. 2007       | Sebastian Vigg     | Nikos Ligouris, Claus Wilbrandt | 4,36 Mio. | 118        |
| Als der Sachbearbeiter des Ausländeramtes Marcus Trautmann ermordet wird, fällt der Verdacht auf den nigerianische Asylbewerber Beko Falana, der auch noch vor den Beamten der SOKO flieht und für sie somit zum Hauptverdächtigen wird. Doch auch Tobias Hellwig, der Vorgesetzte Trautman, könnte ein Motiv haben, denn Hellwigs Frau und das Opfer hatten eine Beziehung. Doch während der Ermittlungen gibt Leni Trautzschke, Tochter von Kriminalhauptkommissar Trautzschke und Freundin von Kriminaloberkommissar Maybach, den entscheidenden Hinweis, der die Ermittler zum Täter führt. Gastdarsteller: Kolade Agboke als Beko Falana, Daniel Kobbina als Alabi Falana, Patrick Winczewski als Tobias Hellwig, Hanna Schwamborn als Melanie Hellwig, Caroline Grothgar als Michaela Trautmann    |           |                        |                    |                    |                                 |           |            |
| 110 | 3         | Reinen Herzens         | 14. Nov. 2007      | Christoph Eichhorn | Nani Mahlo                      | 4,69 Mio. | 109        |
| Als die Leiche eines Babys in der Nähe einer katholischen Privatschule entdeckt wird, geraten die beiden Schülerinnen Joanna und Sophie in den Fokus der Ermittlungen, denn beide nahmen in der Vergangenheit nicht am Sportunterricht teil und scheinen ein gemeinsames Geheimnis zu haben. Kriminaloberkommissarin Ina Zimmermann versucht, das Vertrauen der Mädchen zu erlangen. Gastdarsteller: Josefine Preuß als Joanna Beck, Jennifer Ulrich als Sophie Schaller, Teresa Harder als Direktorin Verabend, Matthias Klimsa als Pastor Clemens, Michael Ginsburg als Boris Verabend |           |                        |                    |                    |                                 |           |            |
| 111 | 4         | Bodyguard              | 29. Nov. 2007      | Christoph Eichhorn | Axel Hildebrand                 | 3,27 Mio. | 112        |
| Nach dem Auftauchen von registrierten D-Mark-Scheinen wird der Entführungsfall von Albert von Leonhard neu aufgerollt, denn der damals Verurteilte Bodyguard Nikolaus Ahlbaum beteuert auch weiterhin seine Unschuld und sitzt noch immer im Gefängnis. Die Ermittler suchen nach neuen Beweisen und finden eine neue Spur, die direkt zum Täter führt, doch es stellt sich die Frage, ob Nikolaus Ahlbaum nicht doch irgendwie in den Fall verstrickt ist. Gastdarsteller: Henning Baum als Nikolaus Ahlbaum, Dietmar Mues als Albert von Leonhard, Godehard Giese als Pascal von Leonhard, Guido A. Schick als Udo Wruck, Sanne Schnapp als Sylvia Ahlbaum |           |                        |                    |                    |                                 |           |            |
| 112 | 5         | Happy End              | 12. Dez. 2007      | Oren Schmuckler    | Markus Hoffmann                 | 3,22 Mio. | 117        |
| Bei den Dreharbeiten an einem Filmset stellt sich heraus, dass eine geladene Waffe anstelle einer Attrappe verwendet wurde: ein Mordanschlag auf den Darsteller und Star Frank Latour. Er überlebt, doch die SOKO findet mehrere Verdächtige am Set. Fast jeder hatte ein Motiv, den exzentrischen Schauspieler zu töten, und irgendjemand legt falsche Fährten für die SOKO-Ermittler aus. Gastdarsteller: Michael Greiling als Frank Latour, Philipp Rafferty als Mark Bahl, Katrin Weisser als Sandra Morgenstern, Alexander Sternberg als Simon Kleinschmitt, Michael Brandner als Karsten Wittkamp |           |                        |                    |                    |                                 |           |            |
| 113 | 6         | Die Notenwenderin      | 11. Jan. 2008      | Oren Schmuckler    | Hen Hermanns                    | 4,96 Mio. | 114        |
| Der gewalttätige Sven Kaspari terrorisiert seine Mutter und prügelt einen anderen Teenager ins Koma, doch dann wird er selbst Opfer eines Mordanschlages. Es scheint die Rache für die Körperverletzung an seinem Sohn, die den Vater des Opfers von Sven zu dieser Tat getrieben hat, doch auch andere Personen im Umfeld des Jungen empfanden ihn als störend und wollten ihn loswerden. Die SOKO findet allerdings keinen einzigen Glas- oder Lacksplitter am Tatort und muss die Ermittlungen gründlicher zu Ende führen. Gastdarsteller: Anke Sevenich als Hanna Kaspari, Sergej Moya als Sven Kaspari, Hans-Uwe Bauer als Roland Meiré, Andreas Windhuis als Heiner Biermann, Torsten Ranft als Paul Dittrich, Andreas Schulz als Malte Dittrich                                                   |           |                        |                    |                    |                                 |           |            |
| 114 | 7         | Auf dem Kriegspfad     | 18. Jan. 2008      | Oren Schmuckler    | Eva Zahn, Volker A. Zahn        | 4,31 Mio. | 115        |
| Der ehemalige Soldat Sven Brehme hat nach seinem Auslandsaufenthalt alles verloren, begibt sich nun auf einen Rachefeldzug und macht Jagd auf alle, die ihm vermeintlich Unrecht getan haben. Die Ermittler der SOKO müssen einen Massenmord verhindern, doch sie wissen nicht, was in dem Soldaten wirklich vorgeht. Gastdarsteller: Matthias Koeberlin als Sven Breme, Heike Warmuth als Meike Breme, Jens Münchow als Martin Rohrbach, Cleo-Johanna Budde als Nicole Breme, Jörg Simmat als Richter Dreller, Izabela Kala als Au-Pair |           |                        |                    |                    |                                 |           |            |
| 115 | 8         | Heile Welt             | 25. Jan. 2008      | Sebastian Vigg     | Roland Heep, Axel Hildebrand    | 4,17 Mio. | 119        |
| Auf David Rietz wird ein Mordanschlag verübt. Der Täter scheint zu glauben, dass sein vermeintliches Opfers pädophil ist. Der Verdacht scheint plausibel, da Rietz Trainer einer Mädchenmannschaft ist, doch er leugnet die Vorwürfe und der Personenschutz bringt seine Familie an den Rand der Verzweiflung. Als ein zweiter Anschlag geschieht, gesteht der Familienvater seine pädophilen Neigungen, betont jedoch, diese nie ausgelebt zu haben. Der Täter scheint ein Profiler zu sein und für die Kommissare beginnt ein Kampf um die Lösung des Falles, bevor ein Mordanschlag womöglich glücken sollte. Gastdarsteller: Martin Lindow als David Rietz, Tamara Rohloff als Sybille Rietz, Anne Luise Tietz als Esther Rietz, Rahel Ohm als Gabi Möller                                           |           |                        |                    |                    |                                 |           |            |
| 116 | 9         | Der Kunde              | 15. Feb. 2008      | Oren Schmuckler    | Heike Rübbert                   | 4,45 Mio. | 113        |
| Die junge Prostituierte Conny gesteht einen Mord. Sie will ihren Zuhälter und Freund Mike Brenner erschlagen haben, doch der lebt noch und bedroht die Familie seiner Freundin. Als diese dann zu Kriminalkommissar Grimm flüchtet und am nächsten Morgen dessen Waffe verschwunden ist, macht sich der Ermittler große Vorwürfe, denn Brenner wurde erschossen. Die SOKO-Beamten hoffen, dass die Tatwaffe nicht die ihres Kollegen ist, denn sonst steckt dieser in großen Problemen. Gastdarsteller: Luise Helm als Conny Wilke, Anne Kasprik als Liane Wilke, Josef Heynert als Mike Brenner, Daniel Friedrich als Prof. Tschernau, Regula Kukula als Frau Tschernau |           |                        |                    |                    |                                 |           |            |
| 117 | 10        | Donald                 | 22. Feb. 2008      | Sebastian Vigg     | Sebastian Vigg                  | 4,27 Mio. | 121        |
| Zwei junge Frauen werden nach ihren Dates mit Internetbekanntschaft „Donald“ tot aufgefunden. Die Kommissare recherchieren im Datingportal und stoßen auf Sven Gans, alias Donald, doch sie müssen ihn dank der Arbeit seines Anwaltes Lars Albrecht wieder gehen lassen. Doch dies eröffnet der SOKO die Chance, ihn auf frischer Tat zu überführen. Gastdarsteller: Anja Taschenberg als Birgit Fuhrmann, Lars Gärtner als Sven Gans, Martin Brambach als Lars Albrecht, Josephine Schmidt als Christine Veit |           |                        |                    |                    |                                 |           |            |
| 118 | 11        | Der Komplize           | 29. Feb. 2008      | Oren Schmuckler    | Roland Heep, Frank Koopmann     | 4,7 Mio.  | 116        |
| Die SOKO wird zu einem gescheiterten Supermarktüberfall gerufen. Die Täter haben einen Geldkurier erschossen und sind ohne Beute geflohen. Der Fall erinnert Kriminalhauptkommissar Trautzschke an einen ungeklärten Überfall von vor 12 Jahren, denn damals wurde derselbe Supermarkt überfallen und der Vater von Eric Bloch in jenem Supermarkt erschossen. Der SOKO gelingt es mit Hilfe von Polizeimeisterin Meike Schwarz, einen Täter zu identifizieren, doch als einer der Täter tot aufgefunden wird, nimmt der Fall eine andere Wendung. Gastdarsteller: Heikko Deutschmann als Dr. Udo Grundmann, Carina Wiese als Manuela Grundmann, Tobias Schenke als Eric Bloch, Frank Siebers als Lukas Wilander                                                                                         |           |                        |                    |                    |                                 |           |            |
| 119 | 12        | Das Pessach-Fest       | 7. März 2008       | Sebastian Vigg     | Nani Mahlo                      | 5,36 Mio. | 120        |
| Julia, die Schwester von Kriminalkommissar Grimm, bittet diesen um Hilfe, denn sie glaubt einen Mann überfahren zu haben, doch es stellt sich heraus, dass der Mann schon vorher tot war. Da es sich bei dem Opfer um einen russischen Staatsbürger handelt, bittet Kriminalhauptkommissar Trautzschke Leutnant Nina Aleschko um Amtshilfe. Als sie den Toten als korrupten Beamten identifiziert, fällt der Verdacht auf die Bewohner der russischen Siedlung. Die Ermittler stoßen mitten in das Pessach-Festes, doch dabei kommen sie auf die Spur des Mörders. Gastdarsteller: Tanja Blacher als Nina Aleschko, Marleen Lohse als Julia Grimm, Gisela Trowe als Rebekka Kogan, Natalia Bobyleva als Dola Kogan, Katharina Rivilis als Ilana Kogan                                                    |           |                        |                    |                    |                                 |           |            |
| 120 | 13        | Hajos Geheimnis        | 14. März 2008      | Patrick Winczewski | Eva Zahn, Volker A. Zahn        | 5,33 Mio. | 123        |
| Im Leipziger Klinikum sterben immer mehr Patienten einer scheinbar natürlichen Todesursache, doch bei einer Untersuchung wird eine Überdosierung eines Herzmedikamentes festgestellt. Der Verdacht, ein Todesengel treibe sein Unwesen, wird immer präsenter, doch Kriminalhauptkommissar Trautzschke kann sich nicht auf die Ermittlungen konzentrieren, handelt es sich doch um dieselbe Station, auf der vor zehn Jahren auch seine Frau Karin Trautzschke starb. Die Ermittler vermuten einen Zusammenhang zum aktuellen Fall, doch ihr Chef scheint ein ganz anderes Geheimnis mit sich zu tragen. Gastdarsteller: Holger Handtke als Dr. Nicolas Borowski, Bettina Kupfer als Sabine George, Debora Weigert als Freya Bischof, Matthias Zelic als Gerd Reuther, Anne Nielsen als Karin Trautzschke |           |                        |                    |                    |                                 |           |            |
| 121 | 14        | Grauzone               | 28. März 2008      | Patrick Winczewski | Roland Heep, Frank Koopmann     | 4,96 Mio. | 125        |
| Ein junger Deutschrusse wird in Plagwitz ermordet. Ein Skinhead gerät unter Verdacht, doch er bekommt von seinen Kameraden ein Alibi. Für Kriminalkommissar Grimm ist dies ein besonders emotionaler Fall, ist er doch in Plagwitz aufgewachsen. Als dann der Getränkeladen von Patrick Grimms Mutter in Brand gesteckt wird, erscheint der Fall immer mysteriöser, doch es scheint ein Geheimnis zu geben, welches den Fall lösen könnte. Gastdarsteller: Maximilian Grill als René Güde, Matthias Ziesing als Heiko Ackermann, Marleen Lohse als Julia Grimm, Judith von Radetzky als Angelika Grimm, Bruno Apitz als Rüdiger Onuseit, Johanna Geissler als Miriam Onuseit |           |                        |                    |                    |                                 |           |            |
| 122 | 15        | Dienst nach Vorschrift | 4. Apr. 2008       | Patrick Winczewski | Markus Hoffmann                 | 5,42 Mio. | 126        |
| Das Landeskriminalamt bittet die SOKO um Amtshilfe bei der Observierung von Meike Rogalla. Sie ist die Ehefrau des kürzlich aus der JVA entflohenen Jannis Rogalla. Kriminaloberkommissarin Zimmermann und Kriminalkommissar Grimm übernehmen die Aufgabe und kommen sich dabei körperlich näher. Gastdarsteller: Dagmar Leesch als Meike Rogalla, Thomas Lawinky als Jannis Rogalla, Torben Kessler als Mirko Reger, Tim Ehlert als Sven |           |                        |                    |                    |                                 |           |            |
| 123 | 16        | Unerwarteter Nahschuss | 11. Apr. 2008      | Patrick Winczewski | Nani Mahlo                      | 4,95 Mio. | 127        |
| Die Ermittler der SOKO werden gerufen, als am Tag des offenen Denkmals in der DDR-Hinrichtungsstätte Schüsse fallen und die Lehrerin Anna Daum tot aufgefunden wird. Die Kommissare stehen vor einem Rätsel, denn es ist nicht klar, ob es Selbstmord oder Mord war. Zwei Zeugen, Erwin Mauser und Michael Seidenspinner, behaupten, es sei Selbstmord gewesen, doch das Team ist sich nicht sicher, wie vertrauenswürdig die beiden Männer sind. Letztendlich führt ein dunkles DDR-Geheimnis die Ermittlungen in die richtige Richtung. Gastdarsteller: Regine Schroeder als Anna Daum, Jürgen Heinrich als Erwin Mauser, Kaspar Eichel als Michael Seidenspinner, Andreas Lachnit als Reporter |           |                        |                    |                    |                                 |           |            |